# 13. studenoga
13. studenoga (13. 11.) 317. je dan godine po gregorijanskom kalendaru (318. u prijestupnoj godini).
Do kraja godine ima još 48 dana.

## Događaji
- 1841. – James Braid prvi put gleda demonstraciju životinjskog magnetizma, što će kasnije dovesti do njegovog istraživanja pojave koju je nazvao hipnoza
- 1887. – "Krvava nedjelja" - sukobi i obračuni u središtu Londona
- 1917. – osnovan Medicinski fakultet u Zagrebu.
- 1918. – posljednji austrougarski vladar Karlo IV. (I.) odrekao se hrvatsko-ugarskog prijestolja.
- 1919. – osnovan Veterinarski fakultet u Zagrebu.
- 1944. – Drugi svjetski rat – partizanske jedinice Narodno-oslobodilačke vojske Jugoslavije oslobodile Skoplje
- 1970. – U istočnom Pakistanu ciklon brzine 190 km/h izazvao je plimni val koji je odnio 300.000 ljudskih života; više od tri milijuna stanovnika izgubilo je imovinu
- 1975. – Svjetska zdravstvena organizacija objavila da su iskorijenjene Velike boginje u Aziji
- 1990. – Započeta je World Wide Web, jedna od najvažnijih usluga interneta koja nam omogućava gledanje mnogih internetskih stranica
- 1991. – Utemeljena 140. brigada HV, Jastrebarsko.
- 1991. – Utemeljena 142. brigada HV, Drniš.
- 1991. – Utemeljena 143. brigada HV, Ogulin.
- 1991. – Utemeljena 145. brigada HV, Zagreb-Dubrava.
- 1991. – Utemeljena 154. brigada HV, Pazin.
- 1991. – Hrvatske postrojbe uspješno okončale napadno-oslobodilačku operaciju Drenjulu koju su poduzele radi deblokiranja Otočca i najvažnije i skoro jedine kvalitetne cestovne prometnice kroz Liku i Gacku.
- 1991. – Pripadnici JNA u agresiji na Hrvatsku i BiH počinili pokolj, ubivši osmoricu hrvatskih civila u Kijevu Dolu.
- 1994. – Šveđani na referendumu odlučili da se njihova zemlja može priključiti Europskoj uniji.
- 1999. – u zemljotresu u Turskoj poginulo 450 ljudi, a više od dvije i pol tisuće je povrijeđeno
- 2015. – U nizu istodobnih terorističkih napada islamista u Parizu poginulo je 129 osoba, a 352 su ranjene.[1]

| - 354. – Sveti Aurelije Augustin, kršćanski svetac i filozof - 1312. – Eduard III., engleski kralj († 1377.) - 1806. – Emilia Plater, poljsko-litvanska plemkinja i revolucionarka († 1831.) - 1813. – Petar II. Petrović Njegoš, crnogorski vladika i pjesnik († 1851.) - 1848. – Albert I., knez Monaka († 1922.) - 1850. – Robert Louis Stevenson, škotski književnik († 1894.) - 1893. – Edward Adelbert Doisy. američki biokemičar († 1986.) - 1908. – Erik Bertil Holmberg, švedski astronom († 2000.) - 1926. – Zvonimir Červenko, hrvatski general († 2001.) - 1939. – Karel Brückner, češki nogometaš i trener - 1940. – Saul Kripke, američki filozof i logičar - 1953. – Frances Conroy, američka glumica - 1954. – Chris Noth, američki glumac - 1955. – Whoopi Goldberg, američka glumica - 1972. – Takuya Kimura, SMAP - 1982. – William Tabi, kamerunski nogometaš - 1984. – Slavko Sobin, hrvatski glumac - 1985. – Andrea Kobetić, hrvatska rukometašica | - 867. – Nikola I., papa - 1072. – Adalberon III., njemački plemić i biskup (* o. 1010.) - 1093. – Malcolm III., škotski kralj (* o. 1031.) - 1359. – Ivan II., veliki knez Moskve (* 1326.) - 1460. – Henrik Pomorac, portugalski princ (* 1394.) - 1619. – Lodovico Carracci, talijanski slikar (* 1555.) - 1868. – Gioacchino Rossini, talijanski skladatelj (* 1792.) - 1903. – Camille Pissarro, francuski slikar (* 1830.) - 1943. – Mario Martinolić, hrvatski antifašist (* 1905.) - 1974. – Vittorio De Sica, talijanski filmski redatelj i glumac (* 1901.) - 1989. – Franjo Josip II., knez Lihtenštajna (* 1906.) - 1991. – Anđelko Višić, hrvatski liječnik (* 1948.) - 2002. – Juan Alberto Schiaffino, urugvajsko-talijanski nogometaš (* 1925.) - 2010. – Allan Sandage, američki astronom (* 1926.) - 2014. – Alexandre Grothendieck, njemačko-francuski matematičar (* 1928.) - 2020. – Krunoslav Slabinac, hrvatski pjevač (* 1944.) |

## Blagdani i spomendani
- Međunarodni dan crvenih pandi
- Svjetski dan dobrote
- Dan grada Jastrebarskog